# EinFach Deutsch
EinFach Deutsch ist der Name einer Reihe für Unterrichtsmodelle für den Deutschunterricht, die von Johannes Diekhans und Lukas Diekhans herausgegeben wird und im Westermann-Verlag erscheint. Zuvor erschienen die Hefte bzw. Bände im Schöningh Verlag, seit 2002 eine Marke der Westermann Gruppe. Die Reihe der EinFach Deutsch-Unterrichtsmodelle umfasst inzwischen 254 einzelne Modelle (Stand 2024), teils werden alte und neue Ausgaben parallel angeboten.

## Unterrichtsmodelle
Die Unterrichtsmodelle bieten neben einer kurzen Einführung und Information zum Thema oder Werk sogenannte Vorüberlegungen zum Einsatz im Unterricht, an die sich Hinweise zur Konzeption des Modells anschließen. Darauf folgt das eigentliche Unterrichtsmodell, das in thematische Bausteine gegliedert ist und mit Informationen zum Einstieg in die Reihe beginnt. Die thematischen Bausteine beinhalten neben einer Sachinformation Arbeitsaufträge mit Lösungen und kopierfertige Arbeitsblätter. In den Zusatzmaterialien finden sich weitere Arbeitsblätter und Kopiervorlagen und häufig auch Vorschläge für Klassenarbeiten bzw. Klausuren und teilweise auch Themenvorschläge für Facharbeiten in der gymnasialen Oberstufe.

## Textausgaben
Bezogen sich die EinFach Deutsch-Unterrichtsmodelle zunächst auf Textausgaben anderer Verlage (u. a. Hamburger Lesehefte), ist der Verlag dazu übergegangen zu seinen Unterrichtsmodellen eigene Textausgaben in einer eigenen Reihe EinFach Deutsch Textausgaben herauszubringen, insbesondere dann, wenn die Texte selbst inzwischen gemeinfrei sind. Die Textausgaben bieten neben dem Text häufig einen Anmerkungsapparat und immer einen Anhang mit Sekundärtexten. Die neuen Unterrichtsmodelle beziehen sich, wo eine eigene Textausgabe vorliegt, konsequent auf die Textausgaben der eigenen Reihe.

## Lektürehilfen
Unter dem Titel EinFach Deutsch ...verstehen bringt Westermann eigene Lektürehilfen heraus, die sich an Schülerinnen und Schüler richten.